# Nat Adderley
Nathaniel Adderley (Tampa, Florida, 25 de noviembre de 1931-Lakeland, Florida, 2 de enero de 2000) fue un cornetista estadounidense de soul jazz y hard bop, hermano del saxofonista Cannonball Adderley.

## Comienzos
Nat Adderley nació en Tampa, Florida, pero se mudó a Tallahassee, Florida, cuando sus padres fueron contratados para enseñar en la Florida A & M University. Su padre había tocado la trompeta profesionalmente en sus años jóvenes, y al principio le pasó la trompeta a Cannonball. Cuando Cannonball tomó el saxofón alto, pasó la trompeta a Nat, quien empezó a tocar en 1946. Él y Cannonball tocaron con Ray Charles a principios de los años 1940 en Tallahassee, entre otros conciertos de aficionados que tocaron en la zona.
Nat acabó asistiendo a la universidad de Florida, licenciándose en sociología con una diplomatura en música. Cambió oficialmente a la corneta en 1950, y nunca dio vuelta detrás. De 1951 a 1953, se alistó en el ejército. Tocó en la banda del ejército bajo la dirección de su hermano durante esta época. A su regreso, Nat asistió a la Florida A & M con la esperanza de convertirse en maestro.
Poco antes de que Nat comenzara con la enseñanza, Lionel Hampton tocó un concierto en la Florida A & M. Muy seguro de sus habilidades, Adderley tocó para Hampton. Hampton debe haber disfrutado de lo que escuchó porque invitó a Adderley a unirse a su banda. Dejando a la escuela de lado, Adderley tocó con Hampton de 1954 a 1955, incluyendo una gira europea. A su regreso, tenía la intención de volver a la escuela para convertirse en maestro.

## Trayectoria

### Años 50
El punto de inflexión en las carreras de Nat y Cannonball ocurrió en un viaje a Nueva York en 1955. Los hermanos se detuvieron en el Café Bohemia en el Greenwich Village mientras el bajista Oscar Pettiford tocaba. Ambos se ofrecieron para tocar en caso de que ocurriera la posibilidad. A Cannonball se le pidió que tocara mientras el saxofonista regular estaba fuera, y él impresionó a los músicos con su destreza y musicalidad. Después fue llamado Nat y quedaron igualmente impresionados con él. Esta sola aparición fue suficiente para poner en marcha ambas carreras. Las grabaciones y las ofertas de conciertos empezaron a llegar. Nat registró por primera vez ese año. 
Nat y Cannonball se trasladaron a Nueva York para seguir sus carreras musicales en desarrollo, fundando el Cannonball Adderley Quintet, un grupo básicamente bop en 1956. Debido a la falta de interés popular, los hermanos decidieron disolver el grupo en 1957, Incluso después de grabar algunos álbumes respetables con EmArcy. Nat fue a tocar para el trombonista J.J. Johnson por un par de años y terminó en el sexteto de Woody Herman. Mientras tanto, Cannonball subió a la fama cuando brilló en el Sexteto de Miles Davis junto a John Coltrane justo a tiempo para grabar el álbum Kind of Blue.
En 1959 el Cannonball Adderley Quintet se reunió de nuevo para probar como conjunto una vez más. Esta vez el grupo fue mucho más exitoso, logrando popularidad entre el estatus de Cannonball y su primer éxito "This Here", escrito por su pianista Bobby Timmons. Su sonido se convirtió en un gran éxito. Por lo tanto, el grupo originó el estilo que se conoció como jazz soul, un estilo que claramente conectó con una gran parte de la audiencia, ya que los convirtió en uno de los grupos de jazz más populares de la época. Sin embargo, el soul jazz no era el único tipo de jazz que tocaba el grupo. El quinteto también fue conocido por su excelente hard bop, ya que todos los músicos del grupo habían sido influenciados por la era del bebop y querían seguir una tradición virtuosa del jazz. El soul jazz mantuvo al grupo popular, mientras que el hard bop dio a los músicos la oportunidad de mostrar sus habilidades y desafiarse a sí mismos.

### Años 60
Durante los años 60, Nat actuó como cornetista, compositor, y esencialmente como encargado del quinteto. Mientras mantuvo a la banda en condiciones, también compuso algunas de las canciones más exitosas del grupo. Su canción más exitosa fue "Work Song" - una melodía de hard bop que es quizás la melodía más reconocible y ampliamente tocada que alguna vez escribió. "Work Song" está ahora considerado un estándar de jazz, al igual que muchas de sus otras canciones, como "Jive Samba", una canción que creció en popularidad debido a un ritmo y melodía fácilmente bailable, "Hummin '", "Sermonnette", " y "The old country". Sus melodías abarcaban tanto el hard bop como el soul jazz, lo que lo convertía en un compositor de jazz muy versátil, subestimado y poco reconocido.
Aunque era parte integral del Cannonball Adderley Quintet, este no era el único proyecto que ocupaba el tiempo de Nat en su carrera como músico de jazz profesional. Desde que se mudó a Nueva York, Nat había estado grabando más que con los grupos de los que oficialmente era miembro. En realidad, actuó como líder en un gran número de grabaciones durante esa época, incluyendo Work Song, el álbum que originó su tema de éxito. Durante estas grabaciones, trabajó con intérpretes como Kenny Clarke, Wes Montgomery, Walter Booker, que fue un músico leal a Nat en años posteriores y, por supuesto, con Cannonball.
Otros proyectos en que Nat estaba trabajando en esa etapa incluyen su trabajo en la película de 1966 A Man Called Adam. En la película, el personaje de Sammy Davis, Jr. toca la trompeta. Como Davis no podía tocar la trompeta en la vida real, Nat fue contratado para interpretar todo lo que el personaje jugaba. Su otro proyecto significativo durante este tiempo fue un musical. Junto con su hermano, escribió Shout Up a Morning, que se basa en los cuentos del héroe popular John Henry. Aunque este proyecto comenzó como una colaboración, el trabajo en el proyecto fue interrumpido cuando Cannonball murió muy repentinamente en 1975 de un infarto.

### Años 80 y posteriores
Tras la muerte de su hermano creó la Adderley Brotherhood, un sexteto que incluyó a varios miembros del Cannonball Adderley Quintet. Este grupo viajó a Europa en 1980. Nat se involucró en varios otros conjuntos durante la década, incluyendo la Paris Reunión Band y la Riverside Reunion Band - eran un grupo del bop que se formó inicialmente en el Monterey Jazz Festival en 1993 y después viajó a Europa en 1994.
Nat mismo disfrutaba de giras internacionales, especialmente en su edad avanzada. Pasaría aproximadamente la mitad del año viajando, y la otra mitad en su casa en Lakeland, Florida para dedicar tiempo a escribir y grabar. Mientras viajaba a nivel internacional, notó que la gente fuera de los Estados Unidos era mucho más receptiva y apreciativa al jazz. Encontró que las audiencias más grandes del jazz estaban en Japón, pero los europeos eran también absolutamente entusiásticos sobre la música. Es por eso a Nat le gustaba viajar tanto, pero era un esfuerzo pesado. Nat logró un buen equilibrio entre viajar y pasar tiempo en su país. Para él, este era un estilo de vida ideal.
En 1997, Nat se unió al Florida Southern College como artista en residencia. También ayudó en la fundación y el desarrollo del festival anual del jazz Child of the Sun celebrado anualmente en la universidad, que encabezó por más de una década. El mismo año, lo acogieron en el salón de la fama del jazz en Kansas City.

## Muerte y legado
A su muerte como resultado de las complicaciones de la diabetes, a los 68 años, en Lakeland, Florida, en enero de 2000, Adderley fue enterrado cerca de su hermano en el cementerio de Southside en Tallahassee, Florida. Su hijo, Nat Adderley, Jr., un teclista, le sobrevive, y fue el director musical por largo tiempo de Luther Vandross.
En su vida, Nat Adderley no sólo actuó como un innovador en la popularización del soul jazz, sino que también fue uno de los artistas de jazz de grabación más prolíficos de su tiempo, grabando casi 100 álbumes. Era un artista verdaderamente único, demostrando que la corneta podía ser tocada como un instrumento de jazz moderno. Fue un compositor de jazz notablemente exitoso y fue capaz de encontrar un estilo de vida con el que se sintiera cómodo. Aparte de tener que lidiar con la sombra y la muerte de su hermano, Nat es uno de los músicos de jazz más respetables de la segunda mitad del siglo XX.

## Estilo
Aunque Adderley comenzó inicialmente a tocar la trompeta, cambió a la corneta que era menos común por un par de razones. En primer lugar, prefirió el tono más oscuro de la corneta al sonido más brillante de la trompeta. Podía producir un tono rico y terroso que se convirtió en su firma, que sólo podía venir de la corneta. También gozó de la calidad histórica del corneta, revitalizando el instrumento que los fundadores del jazz en Nueva Orleans habían utilizado.
Adderley está en la base del desarrollo y el establecimiento del estilo, nacido en los años 60, del soul jazz junto con el resto de los miembros Cannonball Adderley Quintet. Este estilo se caracteriza por las armonías simples, una sensación bluesy pesada, los riffs melódicos pegadizos, y la presencia del gospel. El punto central del jazz soul era traer de vuelta un tipo más simple, más cálido y asimilable de jazz que tenía influencias directas del blues y la música gospel.
Sin embargo, este no es el único estilo en que Adderley compuso y tocó. El quinteto también era ampliamente conocido por su hard bop, que comprendía aproximadamente la mitad de su trabajo grabado. Este es un estilo mucho más áspero y nervioso del jazz directamente descendido del bebop, y habilidades de virtuoso se requieren para poder tocar bien el estilo.
Por lo tanto, como solista y compositor, Adderley tenía una amplia gama de habilidades. Podía improvisar solos más sencillos y conmovedores para los números de soul jazz, pero realmente podía experimentar y mostrar todas sus habilidades para el hard bop. El hecho de que pudiera adaptarse a cualquier estilo de jazz dice más sobre sus capacidades que cualquier otra cosa, explicando por qué se le considera un prominente e innovador músico de jazz del siglo XX.

## Discografía

### Como líder
- 1955: That's Nat (Savoy)
- 1955: Introducing Nat Adderley (Wing)
- 1956: To the Ivy League from Nat (EmArcy)
- 1958: Branching Out (Riverside)
- 1959: Much Brass (Riverside)
- 1960: Work Song (Riverside)
- 1960: That's Right! (Riverside)
- 1961: Naturally! (Jazzland)
- 1962: In the Bag (Jazzland)
- 1963: Little Big Horn (Riverside)
- 1964: Autobiography (Atlantic)
- 1966: Sayin' Somethin' (Atlantic)
- 1966: Live at Memory Lane (Atlantic)
- 1968: The Scavenger (Milestone)
- 1968: You, Baby (CTI)
- 1968: Calling Out Loud (CTI)
- 1969: Comin' Out Of The Shadows (A&M Records)
- 1972: Soul Zodiac (Capitol)
- 1972: Soul of the Bible (Capitol)
- 1974: Double Exposure (Prestige)
- 1976: Don't Look Back (Inner City)
- 1976: Hummin' (Little David Records)
- 1978: A Little New York Midtown Music (Galaxy)
- 1978: Work Songs (Milestone Records M-47047)
- 1982: Blue Autumn [live] (Theresa Records)
- 1983: On the Move [live] (Theresa Records)
- 1989: We Remember Cannon (In & Out)
- 1990: Autumn Leaves [live] (Evidence)
- 1990: Talkin' About You (Landmark)
- 1990: The Old Country (Enja)
- 1990: Work Song: Live at Sweet Basil [live] (Peter Pan)
- 1992: Workin' (Timeless)
- 1993: Working (Sound Service)
- 1994: Good Company (Jazz Challenge)
- 1994: Live at the 1994 Floating Jazz Festival (Chiaroscuro)
- 1995: Live on Planet Earth (West Wind Records)
- 1995: Mercy, Mercy, Mercy (Evidence)

### Como músico de sesión
Con Cannonball Adderley
- Presenting Cannonball Adderley (1955)
- Julian "Cannonball" Adderley (1955)
- In the Land of Hi-Fi with Julian Cannonball Adderley (1956)
- Sophisticated Swing (1957)
- Cannonball Enroute (1957)
- Cannonball's Sharpshooters (1958)
- The Cannonball Adderley Quintet in San Francisco (1959)
- Them Dirty Blues (1960)
- The Cannonball Adderley Quintet at the Lighthouse (1960)
- African Waltz (1961)
- The Cannonball Adderley Quintet Plus (1961)
- Nancy Wilson and Cannonball Adderley (1961)
- The Cannonball Adderley Sextet in New York (1962)
- Cannonball in Europe! (1962)
- Jazz Workshop Revisited (1962)
- Autumn Leaves (1963)
- Nippon Soul (1963)
- Cannonball Adderley Live! (1964)
- Live Session! (1964)
- Cannonball Adderley's Fiddler on the Roof (1964)
- Domination (1965)
- Money in the Pocket (1966)
- Great Love Themes (1966)
- Mercy, Mercy, Mercy! Live at 'The Club' (1966)
- Cannonball in Japan (1966)
- 74 Miles Away (1967)
- Why Am I Treated So Bad! (1967)
- In Person (1968)
- Accent on Africa (1968)
- Radio Nights (1968)
- Country Preacher (1969)
- The Cannonball Adderley Quintet & Orchestra (1970)
- Love, Sex, and the Zodiac (1970)
- The Price You Got to Pay to Be Free (1970)
- The Happy People (1970)
- The Black Messiah (1970)
- Music You All (1970)
- Inside Straight (1973)
- Pyramid (1974)
- Phenix (1975)
- Lovers (1975)
- Big Man (1975)

Con Gene Ammons
- Gene Ammons and Friends at Montreux (Prestige, 1973)
- Goodbye (Prestige, 1974)

Con Kenny Burrell
- Ellington Is Forever Volume Two (Fantasy, 1975)

Con Charlie Byrd
- Top Hat (1975)

Con James Clay
- A Double Dose of Soul (Riverside, 1960)

Con Bennie Green and Gene Ammons
- The Swingin'est (1958)

Con Johnny Griffin
- White Gardenia (Riverside, 1961)

Con Louis Hayes
- Louis Hayes (Vee-Jay, 1960)

Con Jimmy Heath
- The Thumper (Riverside, 1959)
- Really Big! (Riverside, 1960)

Con Milt Jackson
- Big Bags (Riverside, 1962)

Con J. J. Johnson
- J. J. in Person! (Columbia, 1958)
- Really Livin' (Columbia, 1959)
- The Yokohama Concert (Pablo Live, 1978)
- Chain Reaction: Yokohama Concert, Vol. 2 (Pablo, 1977 [2002])

Con Philly Joe Jones
- Blues for Dracula (1958)

Con Sam Jones
- The Soul Society (Riverside, 1960)
- The Chant (Riverside, 1961)

Con Wynton Kelly
- Kelly Blue (Riverside, 1959)

Con Oliver Nelson
- Encyclopedia of Jazz (Verve, 1966)
- The Sound of Feeling (Verve, 1966)

Con Sonny Rollins
- Sonny Rollins and the Big Brass (1958)

Con A. K. Salim
- Blues Suite (Savoy, 1958)

Con Don Wilkerson
- The Texas Twister (1960)

Con Joe Williams
- Joe Williams Live (1973)